# سير السفلي (سهند أباد)
سیر السفلی (بالفارسية: سیر سفلی) هي منطقة سكنية تقع في إيران في قسم سهند أباد الريفي. يقدر عدد سكانها بـ 191 نسمة .